# جورج واشنطن هاريس
جورج واشنطن هاريس (بالإنجليزية: George Washington Harris)‏ هو صحفي أمريكي، ولد في 20 مارس 1814 في Allegheny, Pennsylvania ‏ في الولايات المتحدة، وتوفي في 11 ديسمبر 1869 في نوكسفيل في الولايات المتحدة.

## وصلات خارجية
- جورج واشنطن هاريس على موقع الموسوعة البريطانية (الإنجليزية)
- جورج واشنطن هاريس على موقع إن إن دي بي (الإنجليزية)